# Saratowka (Buriacja)
Saratowka (ros. Саратовка) – wieś w Rosji, w Buriacji, w rejonie tarbagatajskim. W 2021 liczyła 189 mieszkańców.